# Кольсерола (телевежа)
41°25′02″ пн. ш. 2°06′51″ сх. д. / 41.417222222222° пн. ш. 2.1141666666667° сх. д.
Кольсерола (ісп. Torre de Collserola) — телевежа, розташована на пагорбі Тібідабо у районі Саррія-Сан-Гервасіо (Барселона, Каталонія, Іспанія).
Найвища споруда міста і 5-та за висотою споруда країни, 41-а за висотою телевежа світу.

## Опис
Будівництво телевежі було розпочато у червні 1990 року та її урочисте відкриття відбулося 27 червня 1992 року — до початку Олімпійських ігор-1992.
Її висота становить 288 м, вона поділена на 13 поверхів, працюють два ліфти.
На 10-му поверсі (590 м над рівнем моря) знаходиться оглядовий майданчик, відкритий для відвідувачів.
Швидкість ліфтів — 1 м/сек, підйом від основи вежі до оглядового майданчика займає дві хвилини.
У ясну погоду відкривається вид на 70 км навколо.
Майданчик працює п'ять днів на тиждень по шість годин на день, вартість відвідин становить 4,4 євро.
Маса споруди — 3000 тонн, площа внутрішніх приміщень — 5800 м².
Архітектором споруди є Норман Фостер
.
Телевежа не є «вільною», вона використовує відтяжки.
Діаметр основи вежі становить 25 м.
Шпіль має висоту 152,4 м, при цьому його діаметр складає всього 4,5 м, потім зменшується телескопічно до позначок 3, 2,7, 0,7 і 0,3 м
.